# Lo que siento por ti
«Lo que siento por ti» es una canción interpretada por el grupo musical argentino Miranda!, lanzada en noviembre del 2009 como el segundo sencillo de su cuarto álbum de estudio, Miranda es imposible! (2009). La canción fue escrita por Ale Sergi y producida por Cachorro Lopez.

## Vídeo musical
Fue dirigido por el videoartista uruguayo Martín Sastre y está basado en una película animada llamada "Sonrisas y Lágrimas". Fue lanzado en el canal oficial de la banda en noviembre del 2010. Tiene actualmente más de 20 millones de vistas en YouTube.

### Créditos
| - Leo Damario – Director. - Banana Films – Productora. - Daniel Rino Arreaza – Director de fotografía. - Mariano Anttonieti – Productor ejecutivo. - Maria Bethania Medina – Jefe de producción. | - Walter Deluchi – Estilismo. - Carolina Perez Goñi – Dirección de arte. - Liberty – Post. - Civiles / Rebel Management – Talentos. - Paola Miranda – Artista invitado. - Restart – Artista invitado. |

## Lista de canciones
- Promo CD[5]

| N.º | Título                 | Duración |  |
| 1.  | «Lo que siento por ti» | 3:12     |  |

## Historial de lanzamiento
| Región | Fecha                   | Formato | Discográfica | Ref.  |
| ------ | ----------------------- | ------- | ------------ | ----- |
| Mundo  | 23 de noviembre de 2009 | CD      | Pelo Music   | [ 6 ] |